# 로드아일랜드 오디토리움
로드아일랜드 오디토리움(Rhode Island Auditorium)는 미국 로드아일랜드주 프로비던스에 위치한 실내 경기장이다. 과거 BAA 프로비던스 스팀롤러스와 AHL 프로비던스 레즈의 홈경기장으로 사용했다.